# Ogród koncentracyjny
Ogród koncentracyjny – debiutancki album studyjny zespołu Świetliki, którego wokalistą i autorem tekstów jest poeta Marcin Świetlicki. 
Płytą tą zespół zasłynął na polskiej scenie muzycznej, zdobył uznanie krytyków i dość szerokiej publiczności, skupionej wokół muzyki rockowej. Teksty zebrano z wierszy Świetlickiego, niektóre z nich były uprzednio wydane w tomach poetyckich lub publikowane w kwartalniku „brulion”.
Zgodnie z ówczesną praktyką stosowaną przez wytwórnie wydające rock alternatywny, podstawowym nośnikiem była kaseta magnetofonowa. „Ogród koncentracyjny” w tej formie wydano 9 stycznia 1995. Ponieważ Świetliki były wówczas debiutującym zespołem, nie było jasne, czy sukces sprzedażowy kasety uzasadni wydanie na płycie CD, jej wydanie zaplanowano na 6 lutego 1995, ale nastąpiło co najmniej miesięczne opóźnienie.

## Lista utworów
1. "Parasolki" (M. Świetlicki / G. Dyduch, M. Piotrowicz, T. Radziszewski)
2. "Zamknięcie kina Młoda Gwardia" (trad.)
3. "Przed wyborami" (M. Świetlicki / G. Dyduch, M. Piotrowicz, T. Radziszewski)
4. "Tygrysia piosenka" (M. Świetlicki / G. Dyduch, M. Piotrowicz, T. Radziszewski)
5. "Pogo" (nieobecne na kasecie) (M. Świetlicki / G. Dyduch, M. Piotrowicz, T. Radziszewski)
6. "Opluty 44" (M. Świetlicki / G. Dyduch, M. Piotrowicz, T. Radziszewski)
7. "Casablanca" (M. Świetlicki / G. Dyduch, M. Piotrowicz, T. Radziszewski)
8. "...ska" (M. Świetlicki / G. Dyduch, M. Piotrowicz, T. Radziszewski)
9. "Mięso czyli tata rzeźnika" (nieobecne na płycie)
10. "Falafel - śmierć Rushdiemu" (G. Dyduch, M. Piotrowicz, T. Radziszewski)
11. "Świerszcze" (nieobecne na kasecie) (M. Świetlicki / G. Dyduch, M. Piotrowicz, T. Radziszewski)
12. "Upiór" (M. Świetlicki / G. Dyduch, M. Piotrowicz, T. Radziszewski)
13. "Olifant" (M. Świetlicki / G. Dyduch, M. Piotrowicz, T. Radziszewski)
14. "Tata mięso" (nieobecne na kasecie) (G. Dyduch, M. Piotrowicz, T. Radziszewski)
15. "Wilgoć" (nieobecne na kasecie) (M. Świetlicki / G. Dyduch, M. Piotrowicz, T. Radziszewski)
16. "M - morderstwo" (M. Świetlic(nieobecne na kasecie) ki / G. Dyduch, M. Piotrowicz, T. Radziszewski)
17. "Pobojowisko" (M. Świetlicki / G. Dyduch, M. Piotrowicz, T. Radziszewski)
18. "W sobotę" (nieobecne na płycie)
19. "W poniedziałek" (nieobecne na kasecie) (G. Dyduch, M. Piotrowicz, T. Radziszewski)
20. "Karol Kot" (M. Świetlicki / G. Dyduch, M. Piotrowicz, T. Radziszewski)
21. "Nieprzysiadalność" (M. Świetlicki / G. Dyduch, M. Piotrowicz, T. Radziszewski)
22. "Słonidarność" (M. Świetlicki, G. Dyduch / G. Dyduch, M. Piotrowicz, T. Radziszewski)
23. "Pod wulkanem" (M. Świetlicki / G. Dyduch, M. Piotrowicz, T. Radziszewski)
24. "Listopad" (nieobecne na kasecie) (M. Świetlicki / G. Dyduch, M. Piotrowicz, T. Radziszewski)
25. "Niemal koniec świata" (nieobecne na kasecie) (G. Dyduch, M. Piotrowicz, T. Radziszewski)
26. "Trzy gwiazdki" (nieobecne na płycie)

## Wykonawcy
- Marcin Świetlicki - śpiew
- Grzegorz Dyduch - gitara basowa, gitara elektryczna
- Tomasz Radziszewski - gitara elektryczna
- Marek Piotrowicz - perkusja

oraz gościnnie:
- Izabela Kaluta - śpiew
- Paweł Dziewoński - waltornia
- Aleksander Wilk - instrumenty klawiszowe